# Winger (band)

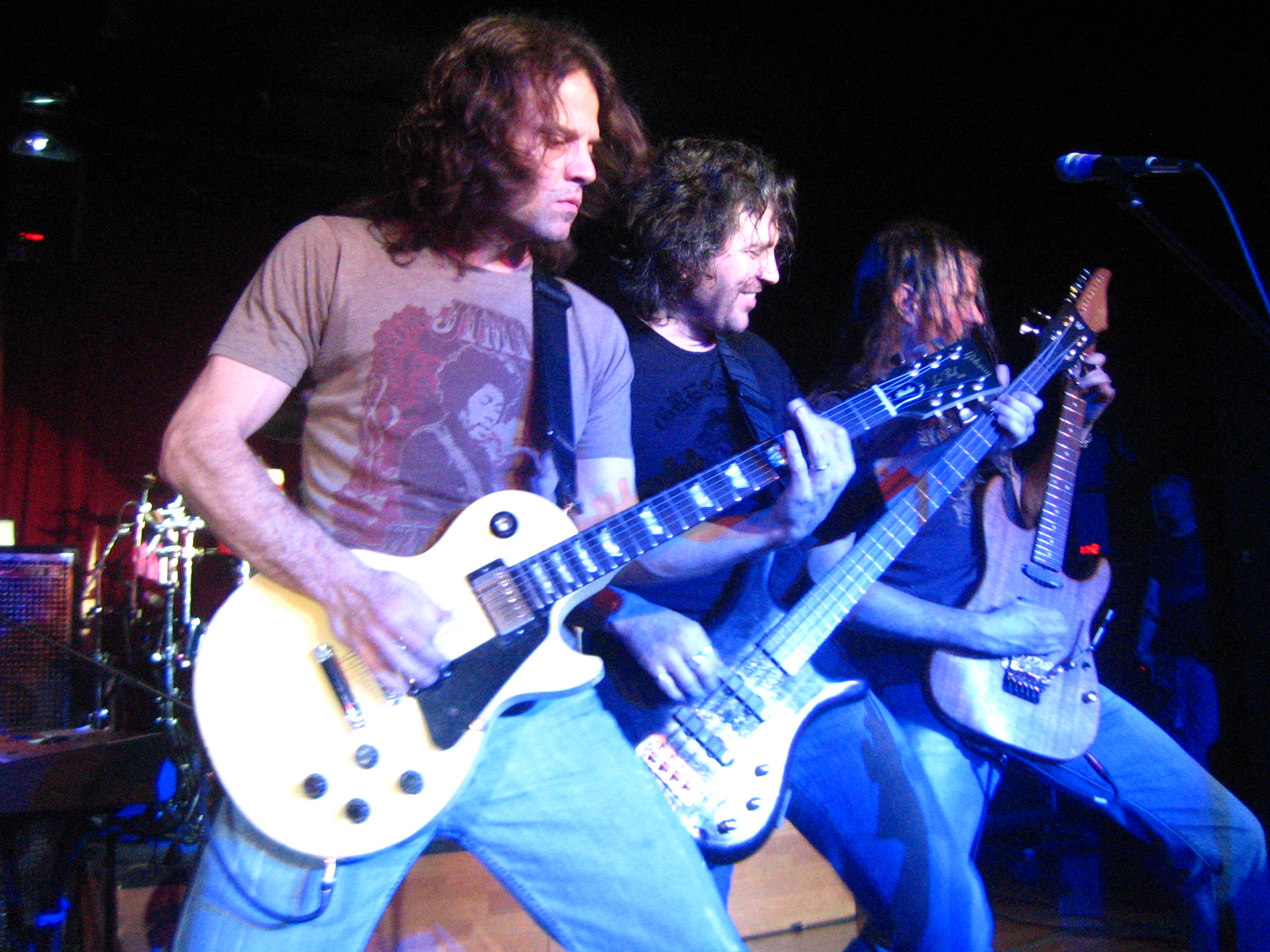
Winger in 2007 met van links naar rechts John Roth, Kip Winger en Reb Beach

Winger is een Amerikaanse hardrock- en AOR-band.

## Beginperiode
Winger werd in de jaren tachtig gevormd door Kip Winger.
Kip Winger begon Winger na een lange muzikale jeugd. Samen met bands als Mötley Crüe, Poison, Aerosmith en Dokken was Winger een van de bekendste Hair metal-bands uit de jaren 80 van de twintigste eeuw.
Kip Winger die altijd had geluisterd naar bands als Alice Cooper en Jethro Tull werd frontman, zanger, bandleider en bassist.
Reb Beach werd leadgitarist, Paul Taylor speelde keyboard en rythmgitaar in de band en samen met drummer Rod Morgenstein was de band compleet.
De samenstelling van de band is altijd hetzelfde gebleven maar eens in de zoveel tijd werd Reb Beach vervangen omdat hij ook mee op tour ging met Whitesnake en Alice Cooper.
Ook is Paul Taylor weleens vervangen door gitarist John Roth, dit was eind jaren 90 omdat Paul Taylor er waarschijnlijk even genoeg van had.

## Doorbraak
Winger komt eerst niet echt van start maar later wordt de band populair met ballads als "Headed For A Heartbreak" en "Miles Away". Ook het nummer "Madalaine" wordt erg populair mede door het akoestische intro. Stilistisch kent de band meerdere gezichten. De lichtheid van nummers als "Seventeen" en "Easy Come, Easy Go" doet denken aan de glamrock van een band als Mötley Crüe. Maar Winger is ook de band van "Blue Suede Shoes", een nummer dat qua toonzetting wel wat weg heeft van "Wildest Dreams" van de AOR-band Asia. Beide nummers gaan over de betreurenswaardige opoffering van soldaten om het land te verdedigen.

## Bestendiging van het succes
De kwaliteiten van de band werden alsmaar groter. Rod Morgenstein begon grote omgebouwde drumstellen te gebruiken en zat soms geheel verborgen achter zijn drums (gemonteerd op een frame), omdat dit er zo veel waren. 
Ook de bekendheid van gitarist Reb Beach bleef niet weg, zo kreeg hij zijn eigen signature gitaarlijn bij het gitaarmerk Ibanez. 
De zogenaamde gitaar, de Ibanez RBM (Reb Beach Model) was een stratocaster achtige gitaar met bij de brug een stuk uit de body, ook werden er veel elektronische veranderingen aangebracht.
Niet alle bekendheid van Reb is te danken aan zijn tijd in Winger aangezien hij ook bij Alice Cooper en Whitesnake heeft gespeeld.
Ook Kip Winger speelde bij Alice Cooper en zo hebben zij elkaar dan ook ontmoet.
De band maakte goede shows met heftige gitaarsolo's en mooie podia. 
Ook kwam Kips gedrag overeen met dat van Van Halen-zanger David Lee Roth.
Zo kwamen er vaak lenige sprongen en trucs met Kip's basgitaar voor.
Ook is de zogenaamde Kip Winger "hairflip" erg populair.
Dit was het moment waarop Kip Winger zijn haar achterover sloeg wat hij vooral erg vaak doet in clips.

## Heden
Winger bestaat nog steeds.
Ook doet frontman Kip Winger solowerk.
Zo stond hij nog op het B.B. King-festival in New York.
De band heeft nog steeds dezelfde bezetting en is nog steeds populair.
Ondanks dat de jaren bij MTV nu voorbij zijn blijft Winger vooral in de Verenigde Staten populair.
Paul Taylor is inmiddels vervangen door John Roth die nu een officieel lid van de band is.